# George Augustin

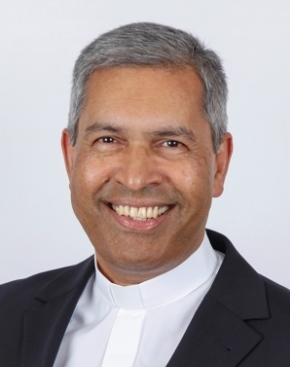
George Augustin

George Augustin SAC (* 30. September 1955 in Palai, Kerala, Indien) ist ein römisch-katholischer Theologe und Priester. Er ist Gründungsdirektor des Kardinal Walter Kasper Instituts und Professor für Dogmatik an der Philosophisch-Theologischen Hochschule Vallendar.

## Leben
Nach dem Studium der Philosophie, Biologie und Theologie in Nagpur/Indien trat Augustin 1978 in die Ordensgemeinschaft der Pallottiner ein. 1981 wurde er in Nagpur zum Priester geweiht. Von 1981 bis 1984 wirkte Augustin intensiv in der Missionsarbeit unter den Ureinwohnern in Nordindien mit. Von 1985 bis 1992 schloss sich ein Promotionsstudium in Tübingen bei Walter Kasper zur Theologie von Wolfhart Pannenberg an.
Von 1993 bis 1994 arbeitete Augustin in der Gemeinde St. Maria in Stuttgart als Pfarrer und übernahm ab 1994 die Priesterseelsorge der Diözese Rottenburg-Stuttgart. Seit 1996 ist er an der Philosophisch-Theologischen Hochschule Vallendar tätig, an der er 2000 zum Honorarprofessor ernannt wurde. Die Habilitation schloss sich 2003 an. Seit 2004 ist er ordentlicher Professor für Dogmatik und Fundamentaltheologie. Der Schwerpunkt seiner Arbeit liegt mit dem 2005 gegründeten Kardinal Walter Kasper Institut, dessen Gründungsdirektor er ist, auf der Sicherung und wissenschaftlichen Fortführung der theologischen Arbeit Kardinal Walter Kaspers, besonders in den Bereichen Ökumene, Theologie und Spiritualität. Augustin ist Herausgeber zahlreicher wissenschaftlicher Publikationen und Autor einer Vielzahl von theologischen Büchern und Artikel.
Seit 1994 ist Augustin Priesterseelsorger der Diözese Rottenburg-Stuttgart und wurde 2008 zum Konsultor des Päpstlichen Rates zur Förderung der Einheit der Christen ernannt. Am 1. April 2017 berief ihn Papst Franziskus zum Konsultor der Kongregation für den Klerus.

## Forschung und wissenschaftliche Schwerpunkte
George Augustin ist Herausgeber der Reihe Walter Kardinal Kasper Gesammelte Schriften (WKGS) Darüber hinaus beschäftigt er sich mit aktuellen Fragen in Kirche und Gesellschaft. Augustin arbeitet an einer gesellschaftspolitischen Vernetzung von theologischer Wissenschaft und gesellschaftlichen Akteuren wie Familienunternehmen, Parteien und Stiftungen. Als Vorsitzender der Kardinal Walter Kasper Stiftung setzt er sich für die gesellschaftliche Verantwortung der katholischen Kirche im ökumenischen Dialog ein.

## Veröffentlichungen
Herausgeberschaft Reihen:
- Reihe WKGS (Walter Kasper Gesammelte Schriften), Freiburg i. Br. 2007ff. (gemeinsam mit Klaus Krämer, unter Mitwirkung des Kardinal Walter Kasper Instituts; bisher erschienen: 20 Bände)
- Reihe ThiD (Theologie im Dialog), Freiburg i. Br. 2009 (bisher erschienen: 15 Bände)
- Reihe Spiritualität aus dem Glauben, Freiburg i. Br. 2009 (bisher erschienen: 4 Bände)

Herausgeberschaft Bücher (Auswahl):
- George Augustin / Manfred Probst (Hg.), Wie wird man Christ? Taufe, Firmung, Erstkommunion in der Spannung von Theologie und pastoraler Wirklichkeit (Pallottinische Studien zu Kirche und Welt 3), St. Ottilien 2000.
- George Augustin / Günter Riße (Hg.), Die eine Sendung – in vielen Diensten. Gelingende Seelsorge als gemeinsame Aufgabe in der Kirche, Paderborn 2003.
- George Augustin (Hg.), Die Gottesfrage heute (ThiD 1), Freiburg i. Br. 2009.
- George Augustin (Hg.), Priester sein in Christus, Paderborn 2010.
- George Augustin (Hg.), Die Kirche Jesu Christi leben (ThiD 4), Freiburg i. Br. 2010.
- Span.: El desafío de la nueva evangelización. Impulsos para la revitalización de la fe, Santander 2012.
- Ital.: La sfida della nuova evangelizzazione. Impulsi la rivitalizzazione della fede, Brescia 2012.
- Poln.: Nowa ewangelizacja. Impulsy do oJywienia wiary, 2013.
- Span.: La liturgia como centro de la vida christiana, Maliano 2013.
- George Augustin / Brun-Hagen Hennerkes (Hg.), Wertewandel mitgestalten. Gut handeln in Gesellschaft und Wirtschaft, Freiburg i. Br. 2012.
- Span.: George Augustin (ed.), El cambio de valores. Análisis y respuestas (Presencia Social 39), Maliano 2014.
- George Augustin / Kurt Kardinal Koch (Hg.), Priestertum Christi und priesterlicher Dienst (ThiD 9), Freiburg i.Br. 2013.
- Span.: Testigos de la fe. El sacerdocio de Cristo y el ministerio sacerdotal (Presencia Teológica 202), Maliano 2013.
- Span.: Augustin, George (Hg.), Jesús es le Senor. Cristo en el centro, Maliano 2014.
- George Augustin / Horst Köhler (Hg.), Glaube und Kultur. (ThiD 11), Freiburg i. Br. 2014.
- George Augustin / Sonja Sailer-Pfister / Klaus Vellguth (Hg.), Christentum im Dialog. Perspektiven christlicher Identität in einer pluralen Gesellschaft. Für Günter Riße . (ThiD 12), Freiburg i. Br. 2014
- Span.: George Augustin (ed.), El matrimonio y la familia. (Presencia Teológica 216), Maliano 2014.
- George Augustin / Rainer Kirchdörfer (Hg.), Familie. Auslaufmodell oder Garant unserer Zukunft? Für Brun-Hagen Hennerkes. Freiburg i. Br. 2014.
- Walter Kardinal Kasper / George Augustin (Hg.), Hoffnung auf das ewige Leben. Kraft zum Handeln heute. (ThiD 15), Freiburg i. Br. 2015.
- George Augustin / Markus Graulich (Hg.): Gelingendes Leben. Wege von Ordenschristen heute. Verlag Katholisches Bibelwerk, Stuttgart 2015, ISBN 978-3-460-32147-2

Monographien:
- „Gott eint - trennt Christus?“ Die Einmaligkeit und Universalität Jesu Christi als Grundlage einer christlichen Theologie der Religionen. (Konfessionskundliche und kontroverstheologische Studien 59), Paderborn 1993.
- Zur Freude berufen. Ermutigungen zum Priestersein. Freiburg i. Br. 2010.
- Aufbruch in der Kirche mit Papst Franziskus. Verlag Katholisches Bibelwerk, Stuttgart 2015, ISBN 978-3-460-32144-1.